# 仙后座AO
仙后座AO，又名BD+50 46，HD 1337、SAO 21273、HR 65，是仙后座的一颗恒星，视星等为6.14，位于銀經117.59，銀緯-11.09，其B1900.0坐标为赤經0h 12m 24.8s，赤緯+50° -11.09′ 39″。